# Perithelphusa
Perithelphusa is een geslacht van kreeftachtigen uit de klasse van de Malacostraca (hogere kreeftachtigen).

## Soorten
- Perithelphusa borneensis (Von Martens, 1868)
- Perithelphusa buettikoferi (De Man, 1899)
- Perithelphusa lehi Ng, 1986
- Perithelphusa rouxi Bott, 1970